# Marion Blakey
 (mars 2019).
Si vous disposez d'ouvrages ou d'articles de référence ou si vous connaissez des sites web de qualité traitant du thème abordé ici, merci de compléter l'article en donnant les références utiles à sa vérifiabilité et en les liant à la section « Notes et références ».
Pour les articles homonymes, voir Blakey.
Marion Clifton Blakey (née le 26 mars 1948) a été administratrice de la Federal Aviation Administration (FAA) entre 2002 et 2007.
Elle est également la seconde à ne pas avoir sa licence de pilote d'avion.[pas clair]